# Мартыненко, Михаил Петрович
Михаи́л Петро́вич Мартыненко (1925—1999) — комсорг 33-го гвардейского отдельного моторизованного инженерного батальона (3-я гвардейская моторизованная инженерная бригада, 4-я гвардейская танковая армия, 1-й Украинский фронт), гвардии старший сержант. Герой Советского Союза (1945).

## Биография
Родился 7 октября 1925 года в городе Ейск ныне Краснодарского края. В Красной Армии с 1943 года. В действующей армии с марта 1944 года. Воевал на 1-м Украинском фронте. Участвовал в Сандомирско-Силезской, Нижне-Силезской, Верхне-Силезской, Берлинской и Пражской наступательных операциях. Обеспечивал форсирование рек Чарна, Одер, Бобер, Шпре. Особо отличился в наступательных боях на подступах к Берлину.
Указом Президиума Верховного Совета СССР от 27 июня 1945 года за мужество, отвагу и героизм гвардии старшему сержанту Мартыненко Михаилу Петровичу присвоено звание Героя Советского Союза с вручением ордена Ленина и медали «Золотая Звезда».
После войны М. П. Мартыненко демобилизован. Жил в Ставрополе. Умер 23 апреля 1999 года.

## Память
- Имя Героя увековечено на мемориальной арке в Краснодаре.
- Имя Героя в зале Славы Центрального музея Великой Отечественной войны в Парке Победы Москвы.
- В Ставрополе на доме, в котором жил Мартыненко, установлена мемориальная доска.
- В школе № 4 села Киевка Ставропольского края установлена мемориальная доска Герою Советского Союза Мартыненко Михаилу Петровичу[1]